# 오븐용 장갑

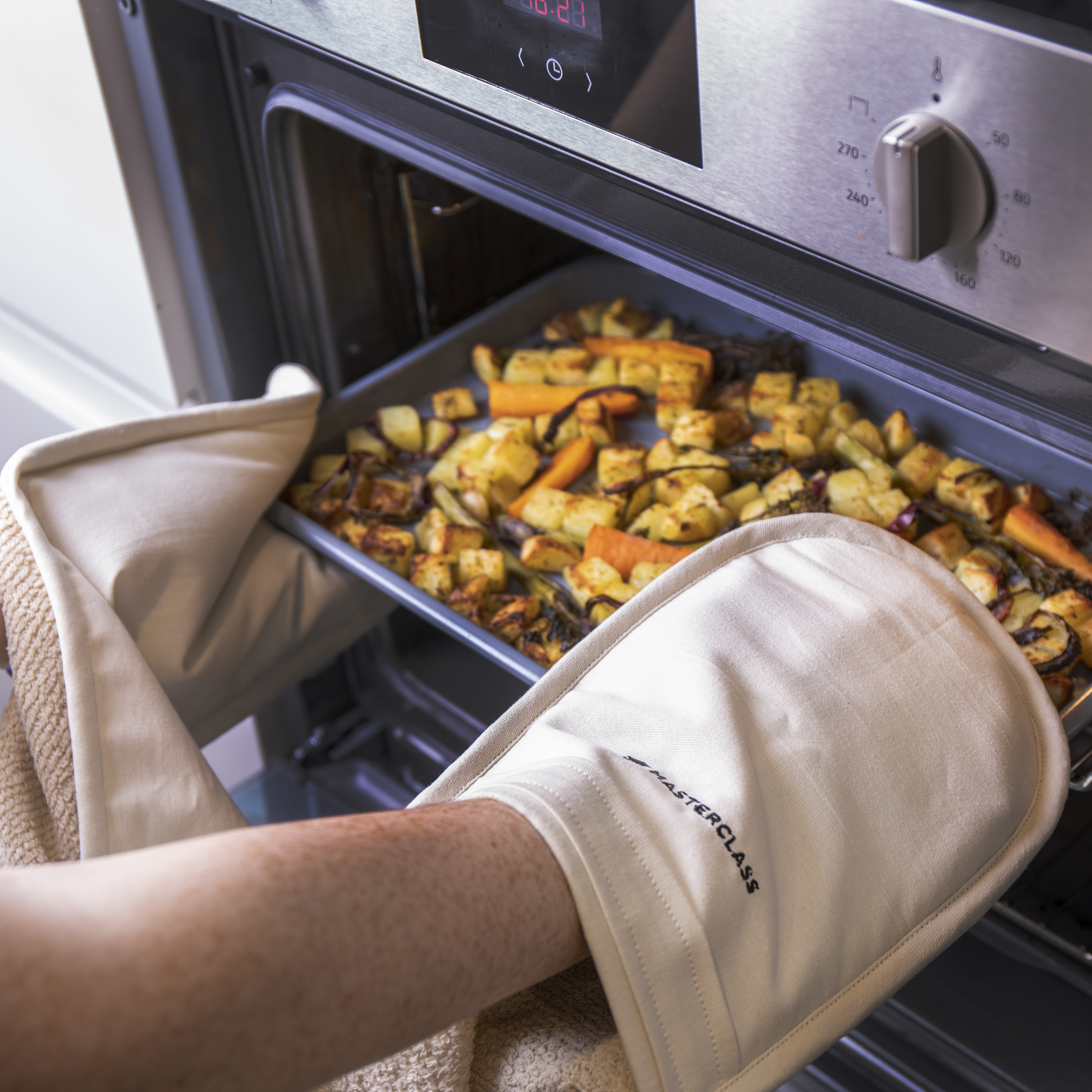

오븐용 장갑 또는 오븐 글러브(oven glove) 또는 오븐 미트(oven mitt)는 오븐, 스토브, 조리기구 등과 같은 뜨거운 물체로부터 착용자의 손을 쉽게 보호하기 위해 주방에서 일반적으로 착용하는 단열 장갑 또는 벙어리장갑이다. 팟 홀더 형태이지만 손 전체에 착용하도록 설계되었다.
직물 오븐용 장갑은 일반적으로 면 직물(종종 장식 패턴)로 둘러싸인 단열층으로 구성된다. 최신 오븐용 장갑은 종종 실나일론으로 처리되어 물과 얼룩에 대한 저항력이 있거나 케블라(Kevlar)와 같은 더 강한 합성 소재로 만들어진다.
단일 오븐용 장갑은 일반적으로 양손에 착용하도록 설계되었다. 다른 디자인은 천으로 연결된 두 개의 장갑으로 구성된다.